# Черешньовий потік (притока Житави)
Черешньовий потік (словац. Čerešňový potok) — річка в Словаччині, права притока Житави, протікає в округах  Злате Моравце і Нітра.
Довжина — 34 км.
Бере початок в масиві Трибеч — на висоті 620 метрів. Протікає біля сіл Велчиці і Сляжани.
Впадає у Житаву біля села Нова Вес-над-Жітавоу на висоті 150 метрів.